# Touch my mind on masatoshi shy guy tour
『Touch my mind on masatoshi shy guy tour』（たっちまいまいんどおんまさとししゃいがいつあー）は、1979年11月25日にリリースされた中村雅俊の初のライブアルバム。

## 解説
同年に発売されたアルバム「Shy Guy Masatoshi」ツアーの模様を収めたライブアルバム。
単体でのCD化はされていないが、2003年に発売された「～30th Anniversary～The Songs MASATOSHI NAKAMURA Perfect Edition」に収録された。

## 収録曲

### SIDE 1
1. 時代の遅れの恋人たち（3分37秒）
  - 作詞:山川啓介／作曲:筒美京平
  - NTV系「ゆうひが丘の総理大臣」主題歌
2. 日時計（34分12秒）
  - 作詞・作曲:呉田軽穂
  - NTV系「ゆうひが丘の総理大臣」挿入歌
3. 青春試考（3分13秒）
  - 作詞:松本隆／作曲:吉田拓郎
4. 期待込めた背中に（2分47秒）
  - 作詞:塚原将／作曲:中村雅俊
  - アルバム「辛子色のアルバム」より
5. 三つ数えろよ（3分35秒）
  - 作詞・作曲:呉田軽穂
  - アルバム「Shy Guy Masatoshi」より
6. いとしのデランス（50秒）
  - 作詞・作曲:中村雅俊
  - 本アルバム初収録
7. 酒の唄（5分53秒）
  - 作詞・作曲:財津和夫
  - 本アルバム初収録

### SIDE 2
1. いつか街で会ったなら（2分29秒）
  - 作詞:喜多条忠／作曲:吉田拓郎
  - NTV系「俺たちの勲章」挿入歌
2. 裏街のマリア（3分29秒）
  - 作詞:松本隆／作曲:吉田拓郎
  - 吉田拓郎のアルバム「ローリング30」に収録している同曲のカバー
3. 海を抱きしめて（3分16秒）
  - 作詞:山川啓介／作曲:筒美京平
  - NTV系「ゆうひが丘の総理大臣」エンディング
4. 俺たちの旅（3分43秒）
  - 作詞・作曲:小椋佳
  - NTV系「俺たちの旅」主題歌
5. ああ青春（3分07秒）
  - 作詞:松本隆／作曲:吉田拓郎
6. 辛子色の季節（5分45秒）
  - 作詞・作曲:荒木一郎
  - アルバム「辛子色のアルバム」より
7. ふれあい（2分45秒）
  - 作詞:山川啓介／作曲:いずみたく
  - 日本テレビ系ドラマ『われら青春!』の挿入歌

## 発売履歴
| 発売日        | 規格 | 規格品番 | 備考            |
| ------------- | ---- | -------- | --------------- |
| 1979年5月25日 | LP   | PX-7094  |                 |
| 1979年5月25日 | CT   | CAY-1147 |                 |
| 2021年7月1日  | 配信 |          | AAC 128/320kbps |